# Купча Валеріу Пименович

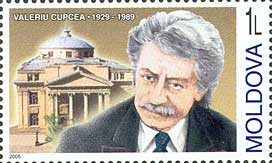
Поштова марка Молдови присвячена В. Купча. 2005 р.

Валерій Піменович Купча (рум. Valeriu Cupcea; 12 березня 1929 року, село Купкуй, Кишинівський повіт, губернаторство Бессарабія, Румунське королівство — 15 січня 1989, Кишинів, Молдавська РСР, СРСР) — молдавський радянський актор театру і кіно, режисер. Народний артист Молдавської РСР (1975).

## Життєпис
Народився 12 березня 1929 року в селі Купкуй Кишинівського повіту в родині представників інтелігенції. Батько — Пимен Купча, агроном-інженер, випускник факультету сільськогосподарських наук Ясського університету імені А. І. Кузи, засновник технологій виробництва вин «Негру де Пуркар» та «Росу де Пуркарь», працював директором Купкуйської сільськогосподарської школи, з 1934 року (після переїзду сім'ї до Кишинева) — учитель у Школі виноградарства (другий клас), а потім і директор. Мати — Лариса Купча, випускниця Ясського університету імені А. І. Кузи, Викладачка природничих наук; з сім'ї священика Георгія Агура, настоятеля храму святого Миколая в Купкуї, який також був настоятелем храму святого Миколая в Леові та викладачем Святого Письма у двокласній парафіяльній школі, і матінки Олени, випускниці Кишинівського єпархіального жіночого училища. Молодша сестра — Аргентина Купча-Жосул.
Закінчив кишинівський ліцей імені Хашдеу, згодом Інститут театрального мистецтва ім. О. М. Островського у Ленінграді.
З 1952 року грав на сцені Молдавського драматичного театру імені О. С. Пушкіна в Кишиневі, а з 1956 року — режисер цього театру. У 1963—1977 та 1981—1985 роках Валеріу Купча був першим директором та головним режисером Молдавського музично-драматичного театру ім. О. С. Пушкіна.
Поставив понад 50 вистав: «Таке, Янке та Кадир» В. І. Попа (1960), «Маскарад» М. Лермонтова (1965), «Я, бабуся, Іліко та Іларіон» Н. Думбадзе (1967), «Фауст і смерть» А. Левади (1961), «Тигр і гієна» Ш. Петефі (1971), «Ханума» А. Тагорелі (1983). З молдавської драматургії: «Фонтан Бландузії» (1967), «Карнавал у Яссах» (1969), «Кириця в Яссах» (1971), «Синзяна та Попеля» (1982) за творами В. Александрі, інсценування за Йоном Крянге із трьома невістками" (1967, 1972, 1983), «Спогади…» (1977) та інших.
Помер 1989 року. Похований на Вірменському (православному) цвинтарі в Кишиневі.

## Вибрані театральні ролі
- Честерфільд («Вільний вітер» І. Дунаєвського, 1953)
- Браун у «Тригрошової опери» Б. Брехта (1964),
- Хлопов в «Ревізорі» М. В. Гоголя (1972),
- Фердинанд в «Бурному Дунаї» за Є. Буковим (1958).
- старий Обріж у «Сини лісу» (1954),
- Петре в «Каса марі» І. Друце (1962).
- М. Емінеску в однойменній п'єсі M. Штефанеску (1966),
- Дмитро Кантемір у «Знаку Єдинорога» І. Георгіце (1973),
- Тудор Мокану в «Дойні» І. Друце (1982),
- Мілеску Спетару в «Пролозі» В. Матея (1988) та ін.

## Вибрана фільмографія
У кіно дебютував у 1955 році у картині «Молдавські наспіви».
- 1969 — Один перед любов'ю — Борис Менделевич Майєр
- 1971 — Лаутари
- 1972 — Останній гайдук — епізод
- 1973 — Зарубки на згадку — епізод
- 1973 — Дмитрій Кантемір — Маврокордат
- 1976 — Не вір крику нічного птаха
- 1978 — Підозрільний — Доні
- 1978 — Фортеця — Фріц Тольд
- 1979 — Я хочу співати
- 1979 — Здрастуйте, я приїхав! — Валерій Пименович
- 1980 — Народила мене мати щасливою... — директор школи Мартин Сергійович
- 1982 — Червневий рубіж
- 1983 — Знайди на щастя підкову — Антон Григораш

## Ушанування пам'яті
- На згадку про актора та режисера Валеріу Купче Міністерством культури і туризму Молдови у 2001 році було засновано премію його імені. Її лауреатами ставали актори Констанца Тирцеу, Віоріка Кірке та Міхай Волонтир, а також актори та режисери Сандрі Іон Шкуря та Ілля Тодоров.
- Одна з вулиць Кишинева носить ім'я Валеріу Купча.
- У Національному театрі імені Міхая Емінеску зал-студія, де ставляться експериментальні молодіжні п'єси, носить ім'я Валеріу Купча.
- 2005 року пошта Молдови випустила марку, присвячену В. Купча.
- У 1993 року посмертно нагороджений молдавським орденом Республіки[1] .
- У 1999 року посмертно нагороджений молдавською медаллю «Михай Емінеску»[2]